# Таганрізький повіт
Таганрі́зький пові́т — адміністративно-територіальна одиниця Донецької губернії з центром у місті Таганрог.

## Географія
Таганрізький повіт розташовувався на південному сході Донецької губернії. Проіснував із 16 квітня 1920 р. по 1925 р.
Станом на 1921 рік складався із 47 волостей:
| №  | Назва волості           |
| -- | ----------------------- |
| 1  | Аграфенівська           |
| 2  | Амвросіївська           |
| 3  | Анастасіївська          |
| 4  | Артемівська             |
| 5  | Білоярівська            |
| 6  | Бобриківська            |
| 7  | Варенівська             |
| 8  | Василівська             |
| 9  | Велико-Кирсанівська     |
| 10 | Велико-Крепінська       |
| 11 | Велико-Мішківська       |
| 12 | Веселовознесенська      |
| 13 | Генеральсько-Мостовська |
| 14 | Голодаєвська            |
| 15 | Дяківська               |
| 16 | Єлизавето-Миколаївська  |
| 17 | Єфремівська             |
| 18 | Кам'яно-Тузлівська      |
| 19 | Каршино-Анненська       |
| 20 | Катеринівська           |
| 21 | Коньківська             |
| 22 | Лакедемонівська         |
| 23 | Латонівська             |
| 24 | Лисогірська             |
| 25 | Мало-Кирсанівська       |
| 26 | Маринівська             |
| 27 | Матвієво-Курганська     |
| 28 | Міллерівська            |
| 29 | Миколаївська            |
| 30 | Милість-Куракінська     |
| 31 | Мис-Добро-Надеждинська  |
| 32 | Мокро-Яланецька         |
| 33 | Ново-Миколаївська       |
| 34 | Носівська               |
| 35 | Олександрівська         |
| 36 | Олексіївська            |
| 37 | Петрівська              |
| 38 | Покрово-Кирієвська      |
| 39 | Покровська              |
| 40 | Преображенська          |
| 41 | Ряженська               |
| 42 | Сарматська              |
| 43 | Советинська             |
| 44 | Троїцька                |
| 45 | Успенська               |
| 46 | Федорівська             |
| 47 | Хрещатицька             |